# 海滩派对杀人魔
《海滩派对杀人魔》（英語：Psycho Beach Party）是2000年上映的一部恐怖喜剧电影，改编自同名外百老匯剧作。由罗伯特·李·金执导，查尔斯·布施同时创作了原剧和电影剧本。正如片名所示，《海滩派对杀人魔》以1962年的马利布海滩为背景，模仿了20世纪50年代的心理剧、60年代的海滩派对电影和80年代的砍杀电影。